# Мрвальевич, Срджан
Срджан Мрвальевич (серб. Срђан Мрваљевић; род. 16 мая 1984, Белград) — черногорский дзюдоист, участник Олимпийских игр 2008 и 2012 годов, лучший спортсмен Черногории 2011 года по решению Олимпийского комитета Черногории.
На Церемонии открытия летних Олимпийских игр 2012 был знаменосцем команды Черногории.

## Карьера
На Олимпиаде 2008 года выступал в категории до 81 кг. Уступил в четвертьфинале нидерландскому дзюдоисту Гийому Элмонту.
На Олимпийских играх 2012 года в Лондоне выступал в весовой категории до 81 кг. Уступил на третьем этапе канадцу Антуану Валуа-Фортье, победив при этом на втором этапе дзюдоиста из Фиджи Джосатеки Наулу.